# Елкибаево (Башкортостан)
Елкиба́ево (баш. Йылҡыбай) — деревня в составе городского округа город Уфа, находящаяся в Фёдоровском сельсовете, подчинённом Калининскому району городского округа город Уфа (с 1992 года).
Население деревни в 2002 составляло 28 человек, в основном русские.

## История
С 2007 года планируется возведение жилого района Елкибаево — Фёдоровка — Самохваловка в Калининском районе на земельном участке ориентировочной площадью 2650 га городских земель.. Уфимцам предложено придумать названия улиц в новом микрорайоне.

## Население
| 2010 |
| ---- |
| 61   |

## Улицы
В деревне есть три улицы: Гусарская, Деловая, Чистоозерская.